# 秋月ひろ
秋月 ひろ（あきづき ひろ、1973年3月19日 - ）は日本の作家、シナリオライター。神奈川県出身。株式会社ランアンドガン シナリオ制作部を経て現在はフリーランス。作家の日暮茶坊に師事し、現在アニメ・ゲームのシナリオおよびノベライズを手がけている。

## 作品リスト

### アニメ脚本
- School Days（2007年）
- あかね色に染まる坂（2008年）
- タユタマ -Kiss on my Deity-（2009年）
- ヨスガノソラ（2010年）
- 聖痕のクェイサーII（2011年）
- 9-nine- Ruler’s Crown（2025年）

### ゲームシナリオ
- メモリーズオフ6 〜T-wave〜（2008年）
- 羊くんならキスしてあげる☆（2009年）
- se・きらら（2010年）
- CAFE SOURIRE（2011年）
- ひとつ屋根の、ツバサの下で（2018年）
- 僕の未来は、恋と課金と。 ～Charge To The Future～（2019年）
- 同じクラスのアイドルさん。Around me is full by a celebrity.（2019年）
- シンスメモリーズ 星天の下で（2021年）

### ノベライズ
- 落花流水ノベル 花落知多少（芳文社KR文庫 2007年）
- Memories Off #5 encoreノベル「透明な虹」
- Cross Days ～重ねる嘘、重なる想い～

### ドラマCD
- あかね色に染まる坂 アニメ版ドラマCD
- School Days アニメ版ドラマCD
- なれる!SE 60分で聴く新人SEのごくごく平均的な日常ドラマCD

### その他
- マブラヴ オルタネイティヴ トータル・イクリプス
- ウィンドボナ学院物語 Sternen Maiden〜星の乙女たち〜（朗読劇）

## 参考
- 秋月ひろ仕事一覧